# Gia Long
Gia Long, il cui nome originale era Nguyễn Phúc Ánh (Phú Xuân, 8 febbraio 1762 – Phú Xuân, 3 febbraio 1820), è stato un imperatore vietnamita. Fu nel 1802 il fondatore e capostipite della dinastia Nguyễn, i cui sovrani avrebbero regnato in Vietnam come monarchi assoluti fino al 1883 e assoggettati all'Impero coloniale francese fino al 1945.
Grazie agli aiuti militari dei francesi, unificò lo Stato vietnamita dopo secoli di guerre civili sconfiggendo la dinastia Tây Sơn, che qualche anno prima si era impossessata prima del sud a spese dei signori Nguyễn, il clan a cui Gia Long apparteneva, e aveva poi sottratto il nord al controllo dei signori Trịnh, da lungo tempo i tradizionali rivali dei Nguyễn. Rinunciò agli scambi commerciali e alle innovazioni culturali e tecnologiche che gli offrì l'Occidente, e governò secondo le antiche tradizioni del confucianesimo. Il suo conservatorismo avrebbe esercitato grande influenza sui suoi successori.

## Biografia

### Rivolta Tây Sơn e fuga da Saigon
Nacque con il nome Nguyễn Phúc Ánh a Phú Xuân, l'odierna Huế, ed era il nipote di Nguyễn Phúc Khoát dei signori Nguyễn, che avevano il controllo di territori corrispondenti agli odierni Vietnam centrale e meridionale e Cambogia orientale. Alla morte di Phúc Khoát nel 1765, il mandarino Trương Phúc Loan, che era suo ministro, aveva posto sul trono il 16º figlio di Phúc Khoát, il giovane Nguyễn Phúc Thuần, e aveva fatto uccidere l'erede legittimo Nguyễn Phúc Luân, primo figlio del sovrano e padre di Nguyễn Phúc Ánh. Intrighi di corte, corruzione, collasso dell'economia e la pressione esercitata dal Siam per il controllo della Cambogia portarono al collasso del potere dei Nguyễn, che si indebolirono e furono travolti dalla ribellione popolare guidata da tre fratelli del villaggio di Tây Sơn. Il conflitto durò alcuni anni, nel 1777 i ribelli di Tây Sơn si impadronirono di Saigon, già temporaneamente conquistata in precedenza, e sterminarono i membri della famiglia Nguyễn che si era asserragliata in città.

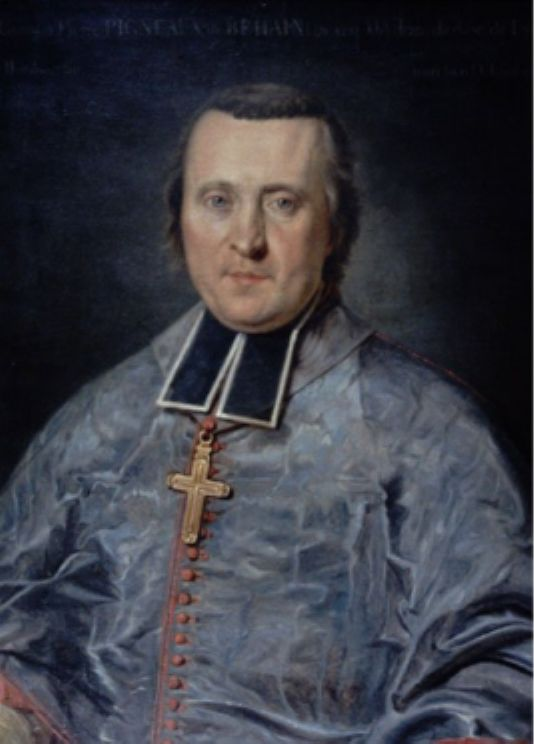
Il prelato Pigneau de Behaine.

Il quindicenne Nguyễn Ánh riuscì a mettersi in salvo con l'aiuto di un prete cattolico e si rifugiò ad Hà Tiên nei pressi del confine cambogiano, dove conobbe il missionario francese Pierre-Joseph-Georges Pigneau de Béhaine, vescovo di Adraa e vicario apostolico di Cocincina, che sarebbe diventato il suo consigliere e avrebbe avuto un ruolo determinante nella sua scalata al potere. Per sfuggire ai ribelli che lo cercavano, Nguyễn Ánh si rifugiò in un'isola lontana dalla costa con Pigneau de Behaine, il quale aiutando Nguyễn Ánh si aspettava importanti concessioni per la chiesa cattolica nel caso questi avesse preso il controllo del Paese.

### Inizio della lotta contro i Tây Sơn
Alla fine del 1777, convinti di aver distrutto i Nguyễn, i Tây Sơn tornarono a Quy Nhơn e lasciarono una guarnigione a Saigon. Il giovane Nguyễn Ánh fu però in grado di riprendere il controllo di Saigon alla guida di un esercito organizzato per lui dal comandante Đỗ Thanh Nhơn, un alto ufficiale lealista dei Nguyễn. L'anno dopo, Nhơn mise in fuga dalla vicina provincia di Gia Dinh le truppe Tây Sơn e inflisse dure perdite anche alla loro flotta navale. Nguyễn Ánh in questo periodo chiese aiuto al re del Siam Taksin e propose un trattato di amicizia che sfumò nel 1779 quando i cambogiani, con l'aiuto delle truppe di Nguyễn Ánh guidate da Nhơn, si ribellarono al proprio sovrano filo-siamese Ang Non II, che fu sconfitto e ucciso.

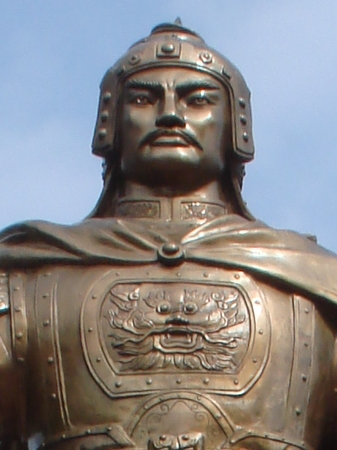
Nguyễn Huệ, il più rappresentativo dei fratelli Tây Sơn, diventato imperatore con il nome Quang Trung.

Al ritorno a Saigon, Nhơn si impegnò a riorganizzare la flotta dei Nguyễn. Nel 1780, Nguyễn Ánh si autoproclamò Nguyễn Vương (re dei Nguyễn) con il supporto dell'esercito di Nhơn, e l'anno successivo inviò nuove truppe in Cambogia per aiutare il regime filo-vietnamita a fronteggiare i siamesi che intendevano riprendere il controllo del Paese. Poco dopo fece uccidere Nhơn per motivi non chiariti, si è ipotizzato che il militare fosse diventato popolare al punto di offuscare la figura del sovrano. Secondo le cronache vietnamite, Nhơn decideva sull'assegnazione della pena di morte e predisponeva il budget di spesa del governo. Si era rifiutato di assegnare denaro per le spese di Nguyễn Ánh, al quale sia lui che le sue truppe avevano inoltre mancato di rispetto.
I fratelli Tây Sơn approfittarono della morte di Nhơn, il nemico che temevano maggiormente, e della ribellione delle sue truppe, e nel giro di pochi mesi si ripresero Saigon disponendo un blocco navale sulla città. Nguyễn Ánh dovette nuovamente rifugiarsi ad Ha Tien e quindi sull'isola di Phú Quốc, mentre una parte del suo esercito continuò a resistere in sua assenza. La morte di Nhơn indebolì la posizione del diciannovenne Nguyễn Ánh, ma gli garantì piena autonomia per il futuro, in particolare nel controllo delle forze armate che gli erano rimaste fedeli. Ebbe inoltre il supporto di Chau Van Tiep, un generale dell'esercito Nguyễn che con i propri uomini aveva trovato rifugio nelle montagne della provincia di Phu Yen, roccaforte da cui controllava un territorio situato tra le zone di influenza dei Nguyễn e dei Tây Sơn.

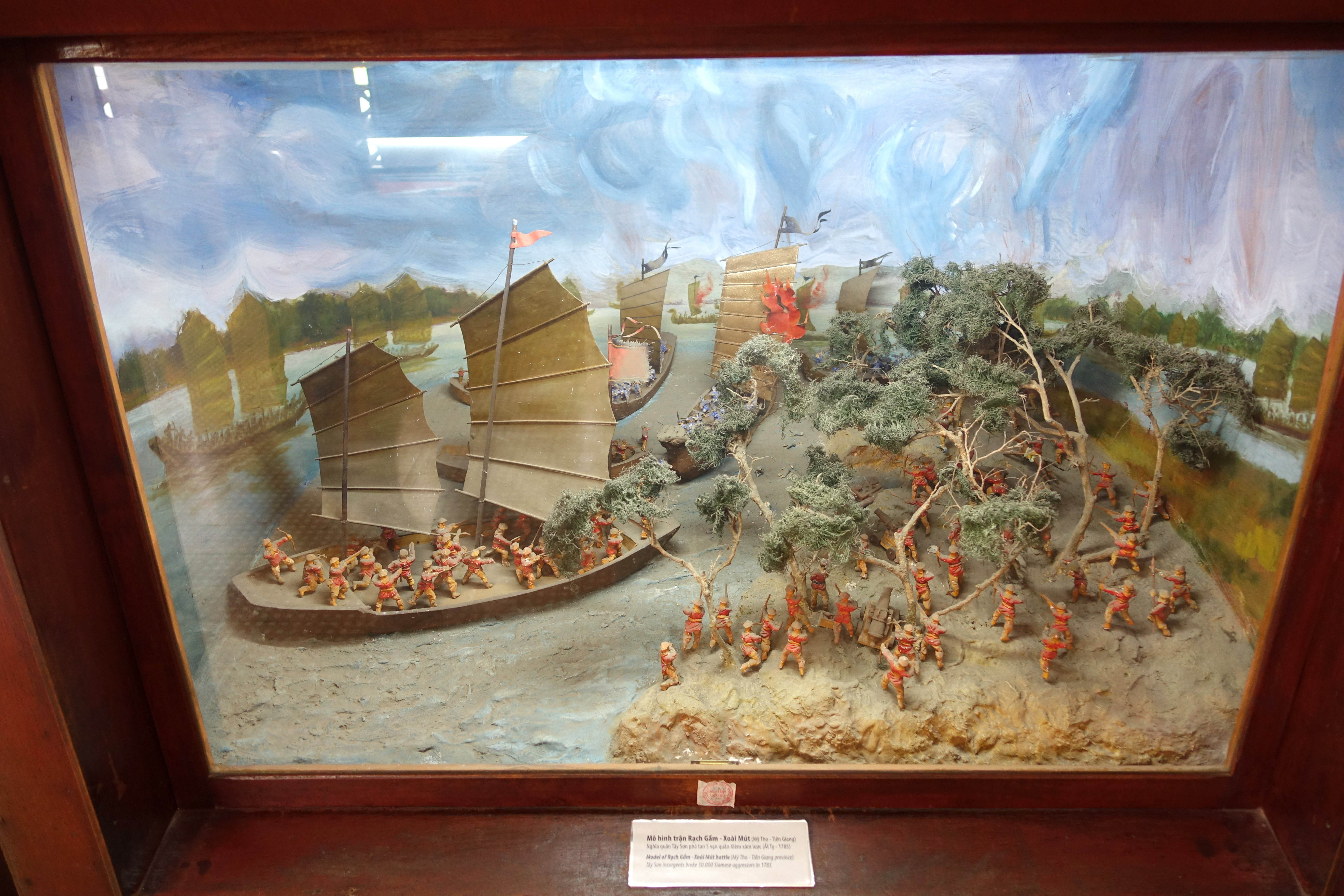
Hanoi, museo di Storia vietnamita. Dipinto della battaglia di Rạch Gầm-Xoài Mút, in cui flotta ed esercito siamese a supporto delle forze di Nguyễn Ánh furono sbaragliati dai Tây Sơn.

Nell'ottobre 1782, le forze di Nguyễn Phúc Mân, fratello minore di Nguyễn Ánh, e quelle di Chau Van Tiep cacciarono i Tây Sơn da Saigon e Nguyễn Ánh fece ritorno in città assieme a Pigneau. All'inizio del 1783, le forze Tây Sơn contrattaccarono e sconfissero duramente quelle di Nguyễn Mân, che morì in battaglia. Nguyễn Ánh tornò a Phu Quoc ma fu rintracciato e a fatica si salvò su un'altra isola. All'inizio del 1784 chiese nuovamente aiuto ai siamesi, i quali mandarono in Vietnam un esercito di oltre 20 000 uomini che dopo una serie di vittorie fu decimato dai Tây Sơn nel gennaio 1785 nella battaglia di Rạch Gầm-Xoài Mút, nella zona dell'odierna provincia di Tien Giang. I pochi superstiti furono costretti a ritirarsi, Nguyễn Ánh si rifugiò dapprima su alcune isole al largo delle coste cambogiane e in seguito a Bangkok.

### Pigneau de Béhaine e l'intervento francese

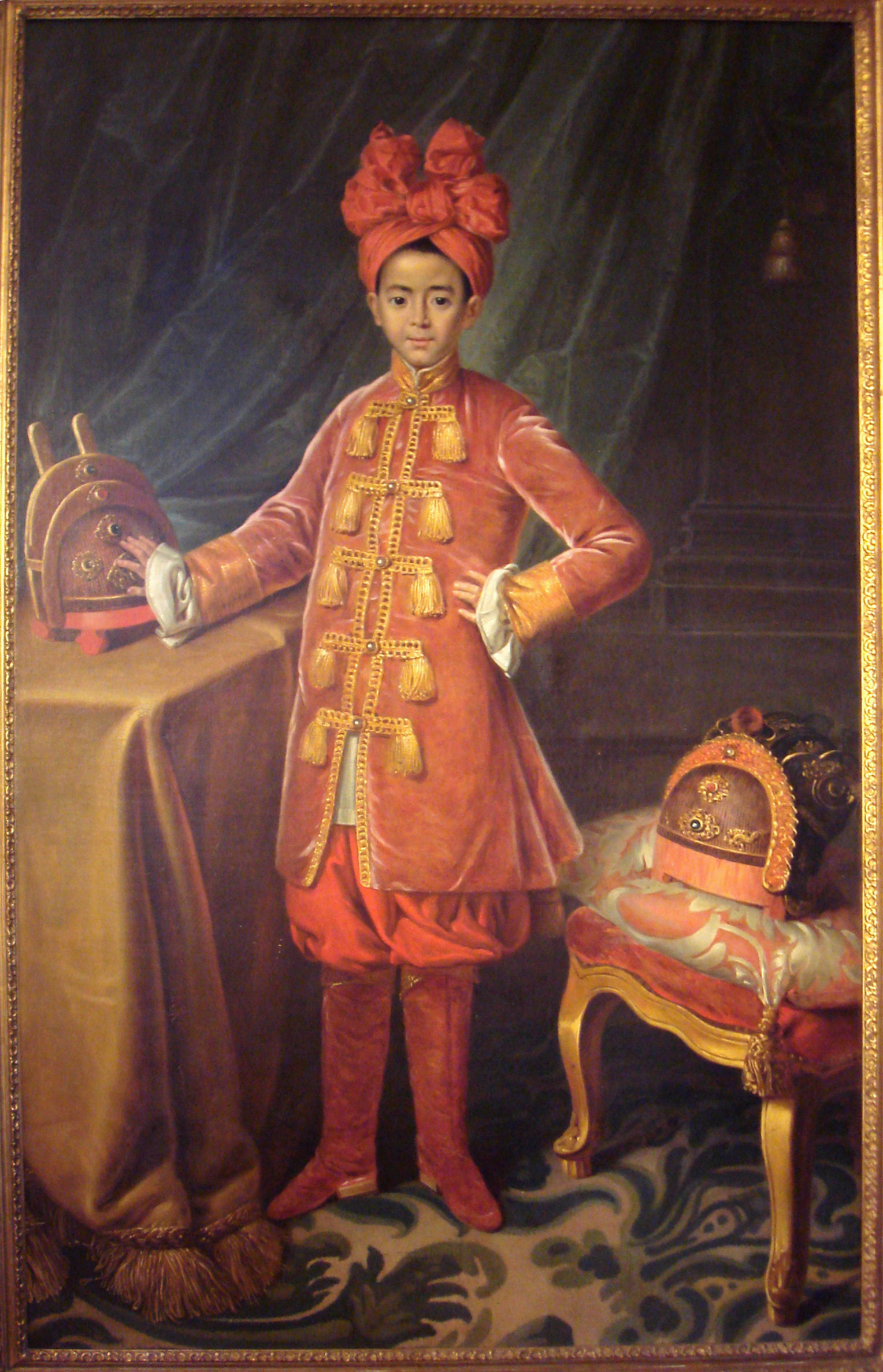
Il principe Cảnh, figlio maggiore di Gia Long, ritratto durante il soggiorno a Parigi.

Nguyễn Ánh si era reso conto che l'alleanza con i siamesi sarebbe stata accolta negativamente dal suo popolo a causa della tradizionale rivalità che divideva i due Paesi e aveva quindi chiesto a Pigneau di intercedere presso l'amministrazione coloniale francese in India per ottenerne aiuto.  Pigneau accettò e si mise in viaggio, per dimostrare la sua buona fede Nguyễn Ánh lo fece accompagnare dal proprio figlio Nguyễn Phúc Cảnh e promise concessioni alla Francia in cambio del supporto militare. Prima di prendere queste decisioni aveva valutato se chiedere assistenza a inglesi, olandesi, portoghesi e spagnoli. Pigneau lasciò il Vietnam nel dicembre 1784 e in febbraio giunse a Pondicherry, dove il locale governatore francese si oppose all'invio di truppe in Vietnam. In quel periodo Pigneau fu denunciato in Vaticano da francescani spagnoli e tentò di trasferire la sua missione politica ai portoghesi, che già avevano offerto a Nguyễn Ánh 56 navi per combattere i Tây Sơn.
Dopo una lunga attesa in India, nel luglio 1786 Pigneu fu autorizzato a recarsi a Parigi per chiedere gli aiuti militari. Arrivò alla corte di Luigi XVI nel febbraio 1787 e trovò difficoltà ad ottenere gli aiuti per Nguyễn Ánh. In quel periodo la Francia si trovava in un momento di crisi economica che avrebbe portato nel 1789 alla rivoluzione francese. Convinse comunque la corte prospettando l'idea che stabilire guarnigioni e fortezze francesi sulle coste vietnamite avrebbe garantito il controllo del commercio in quella regione. Nel novembre 1787 fu firmato a Versailles a nome di Nguyễn Ánh un trattato di alleanza tra la Francia e la Cocincina, l'ampia regione in cui si trova Saigon. Pigneau firmò il documento con la nuova carica di commissario reale francese per la Cocincina.
I francesi si impegnarono a inviare quattro fregate, un contingente ben armato di 1.650 militari e 250 sepoy indiani in cambio della cessione dell'isola di Pulo Condore e della città di Tourane, l'odierna Da Nang, nonché dei diritti esclusivi per il libero commercio nel Paese. Quando Pigneau giunse a Pondicherry, il governatore francese aveva avuto istruzioni di valutare se e come organizzare l'intervento in Vietnam, trovò che comportava una spesa eccessiva e si rifiutò di fornire gli uomini e gli armamenti. Nell'ottobre 1788, la corte di Francia annunciò l'approvazione per il rifiuto del governatore di Pondicherry. Pigneau fu quindi costretto a utilizzare i fondi che aveva ricevuto da Nguyễn Ánh e altri raccolti in Francia e in India, grazie ai quali riuscì nell'intento di formare un contingente navale da spedire in Cocincina.

### Ritorno dall'esilio in Siam e conquista definitiva di Saigon

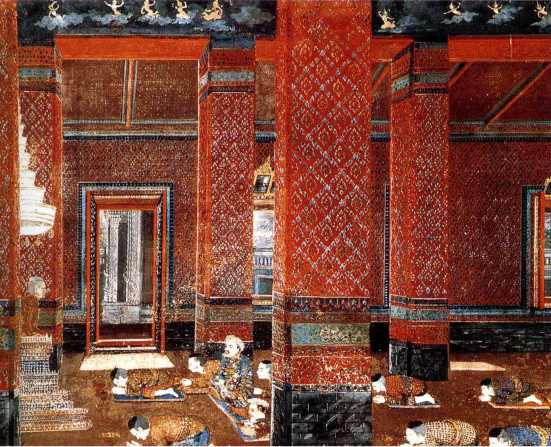
Bangkok. Nguyễn Ánh in udienza da re Rama I nel Grande Palazzo Reale.

Nel frattempo Nguyễn Ánh era rimasto a Bangkok con un suo contingente militare che fu impiegato dai siamesi nel corso della vittoriosa guerra del 1785-1786 contro i birmani. Il 18 dicembre 1786, Nguyễn Ánh siglò a Bangkok un trattato di alleanza con i portoghesi e l'anno dopo un inviato portoghese giunse in città con militari e navi da affidare ad Ánh. I siamesi erano all'oscuro del patto, ne rimasero contrariati e da quel momento persero la fiducia in Nguyễn Ánh, che fu costretto a rifiutare l'aiuto dei portoghesi.
Forti delle posizioni conquistate nel sud, i Tây Sơn ripresero l'attacco nel nord ai signori Trịnh per unificare il Paese. Lasciarono sguarnita la roccaforte di Gia Dinh e Nguyễn Ánh subito pianificò l'attacco per riconquistarla. Lasciò Bangkok di notte eludendo le sorveglianze e giunse in barca in Cocincina intenzionato a stringere alleanza con il comandante Võ Tánh, il quale con le proprie truppe si era creato una roccaforte nel delta del Mekong da cui combatteva i Tây Sơn. Võ Tánh si era ribellato a Nguyễn Ánh quando nel 1781 aveva fatto uccidere il generale Đỗ Thanh Nhơn e si rifiutò di unirsi a lui, l'attacco a Gia Dinh non fu quindi possibile. L'anno dopo Nguyễn Ánh diede una propria sorella come concubina a Võ Tánh che accettò così l'alleanza e insieme conquistarono Mỹ Tho, dove Nguyễn Ánh stabilì la propria base e riorganizzò l'esercito. Il 7 settembre 1788, le sue truppe entrarono vincitrici a Saigon e il successivo 24 luglio arrivarono in città le quattro navi allestite da Pigneau a Pondicherry. Con l'aiuto dei francesi, Nguyễn Ánh consolidò la propria supremazia in Cocincina. Quantificare l'esatto contributo francese è stato oggetto di controversie, secondo alcune fonti fu di 400 militari, mentre altre fonti più recenti riportano meno di 100 uomini con circa una dozzina di ufficiali. Nel frattempo Quang Trung dei Tây Sơn aveva portato a termine la conquista del nord e nel gennaio 1789 aveva respinto l'esercito inviato dai cinesi in aiuto dell'ultimo imperatore Lê.

### Riorganizzazione della Cocincina

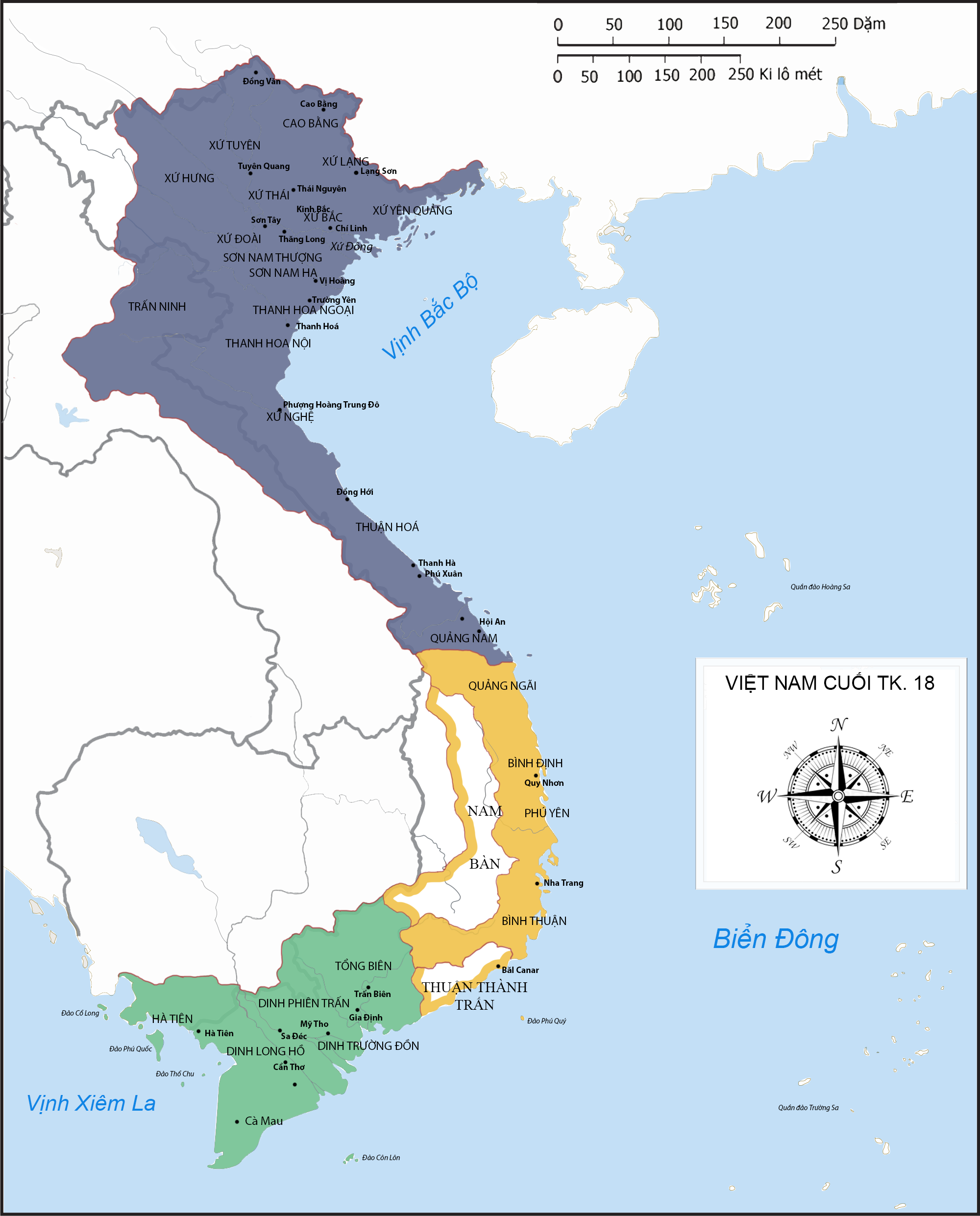
Vietnam verso la fine del Settecento: in verde il dominio di Nguyễn Ánh, in arancione quello di Nguyễn Nhạc dei Tây Sơn e in blu le conquiste di Quang Trung

Nel periodo successivo Nguyễn Ánh riuscì a mantenere il controllo di Saigon e della circostante area di Gia Dinh; oltre a riorganizzare l'esercito ricostruì la pubblica amministrazione. Un consiglio di Stato formato da ufficiali militari e civili fu subito istituito nel 1788, oltre a un nuovo sistema di tassazione e la promulgazione di una legge che obbligava metà degli uomini di Gia Dinh ad arruolarsi; due anni dopo fu dato il via a un sistema di colonie militari che contribuirono ad aumentare l'appoggio ai Nguyễn fra tutti i gruppi etnici presenti nella zona, compresi i khmer e i cinesi.
Nonostante gli eventi legati alla Rivoluzione francese iniziata nel 1789 avessero reso obsoleto il trattato di Versailles del 1787, oltre ai missionari vi furono molti militari francesi che rimasero alla corte di Nguyễn Ánh e contribuirono a organizzare il nuovo Stato. Ufficiali francesi furono incaricati di addestrare le truppe e introdussero tecnologie e competenza maturate nella guerre in Europa. L'organizzazione della flotta fu affidata a Jean-Marie Dayot; inizialmente era di molto inferiore alla flotta in mano ai Tây Sơn, ma le due moderne navi da guerra giunte dall'Europa furono negli anni successivi affiancate da molte costruite in Vietnam fino ad avere una notevole flotta sia militare che mercantile. I marinai francesi furono gradualmente rimpiazzati da vietnamiti nelle navi da guerra comandate invece ancora da francesi. Furono allestiti cantieri navali a Saigon e le nuove navi da guerra furono costruite sul modello delle navi europee arrivate.

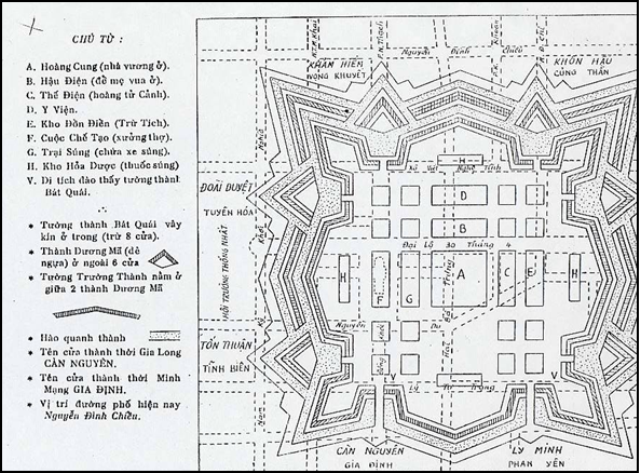
Mappa della originale cittadella di Saigon.

Responsabile per l'addestramento dell'esercito e per le fortificazioni fu Olivier de Puymanel, che fece costruire la cittadella di Saigon secondo uno schema ispirato da Sébastien Le Prestre de Vauban. Questa fortezza fu edificata nel 1790 per prevenire gli attacchi nel sud dei Tây Sơn, che periodicamente arrivavano risalendo il fiume di Saigon e confiscavano i raccolti di riso. Queste scorrerie ebbero fine dopo la costruzione della cittadella, all'interno della quale fu edificato il palazzo reale.
Nonostante la presenza degli ufficiali militari francesi, Nguyễn Ánh fu di solito attorniato da ufficiali vietnamiti. Alle sollecitazioni dei francesi a rinnovare gli attacchi verso il nord, preferì sviluppare il controllo sul territorio che aveva conquistato prima di conquistarne un altro. Dalla presa di Saigon nel 1788 al 1792 concentrò le sue attenzioni nell'organizzazione della zona di Gia Dinh e nell'acquisto di equipaggiamento militare dai Paesi vicini. Dall'inizio dell'Ottocento, i gradi di comando per le operazioni militari furono affidati anche a ufficiali vietnamiti.
Pigneau si occupò con altri missionari dell'acquisto di armi e altre suppellettili militari, oltre ad essere una sorta di ministro degli Esteri per Nguyễn Ánh fino alla morte avvenuta nel 1799. Nell'orazione funebre al funerale di Pigneau, Nguyễn Ánh lo descrisse come il più illustre straniero mai visto a corte. Alla cerimonia erano presenti tutti i mandarini di corte e più di 50.000 persone.
Per rilanciare l'agricoltura nella zona dove si registravano incursioni dei Tây Sơn e dove gli insediamenti vietnamiti erano relativamente recenti, Nguyễn Ánh mise in atto la riforma đồn điền (letteralmente insediamento militare), con la quale venivano dislocate nelle campagne unità militari addette al controllo del territorio e alla coltivazione. Venivano loro assegnate terre incolte, attrezzature, animali e sementi e dopo alcuni anni era richiesta una parte del raccolto a titolo di tassazione. La produttività dei terreni si moltiplicò, permise di supportare un esercito di 30.000 soldati e i marinai di una flotta di 1.200 navi e di esportare i prodotti ricevendo in cambio materie prime. Con la successiva espansione del regno, i granai per i prodotti raccolti a sud furono disseminati lungo la strada che portava nei territori a nord sottratti ai Tây Sơn.

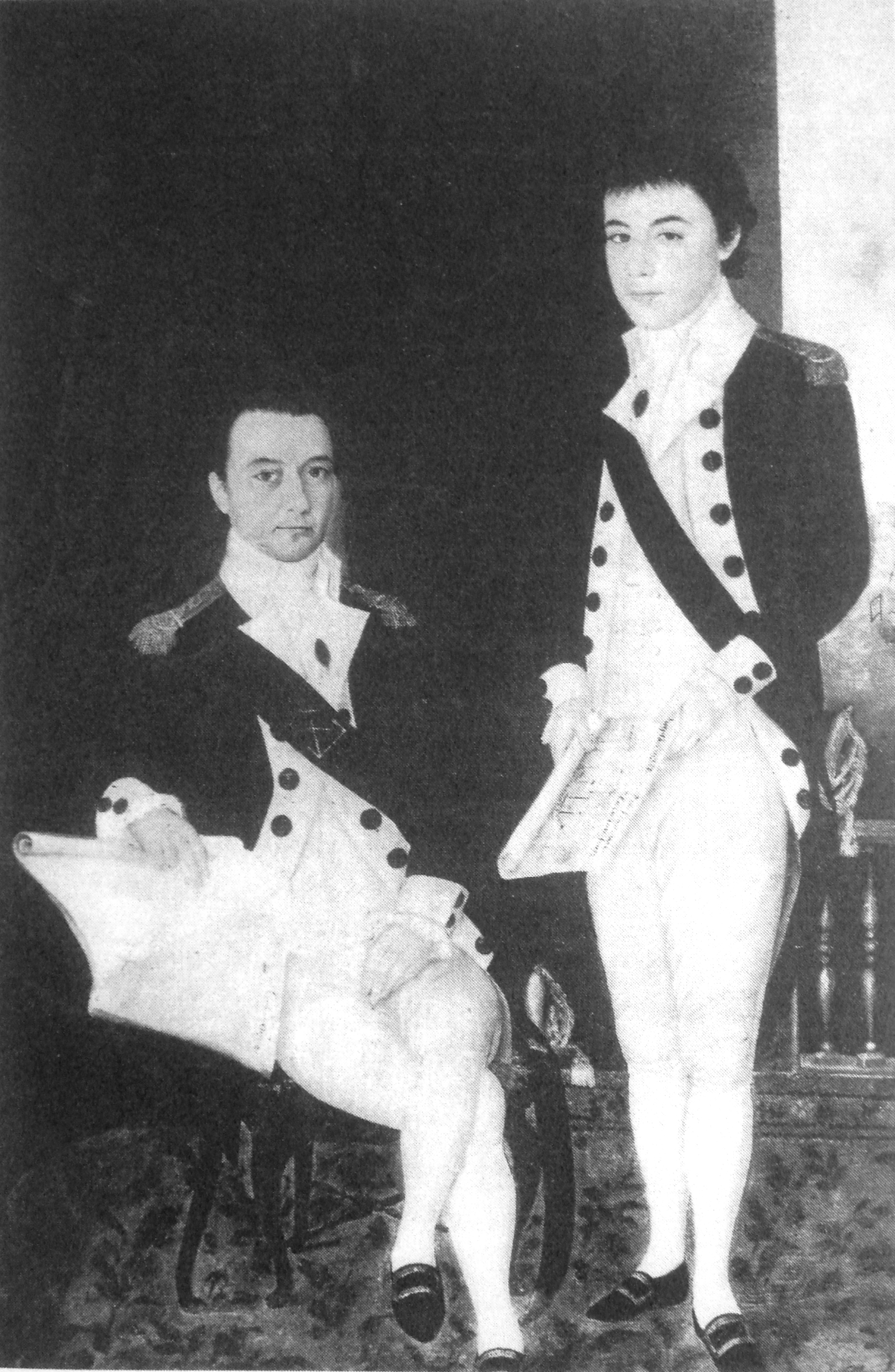
A sinistra Jean-Marie Dayot, fino al 1795 a capo della flotta di Gia Long.

### Ascesa al trono imperiale e unificazione del Vietnam
Nel 1792 morì improvvisamente Nguyễn Huệ Quang Trung, il secondo più vecchio e il più rappresentativo dei tre fratelli Tây Sơn; era diventato imperatore dopo aver sconfitto e cacciato dal Vietnam le forze della dinastia Lê e dell'Impero cinese. Nguyễn Ánh ne approfittò e attaccò il nord dopo che la maggior parte dei militari francesi aveva lasciato il Paese. I combattimenti si svolsero soprattutto nella zona di Nha Trang nel Vietnam centrale e più a sud in quella di Quy Nhơn, che era il luogo di origine e la roccaforte dei Tây Sơn. I primi attacchi furono portati sulle zone costiere dalla moderna e consistente flotta di Nguyễn Ánh, che nei primi anni del conflitto navigava verso nord in giugno e luglio sospinta dai venti monsonici provenienti da sud-ovest e ritornava alla base quando arrivava il monsone proveniente da nord-est. Era supportata via terra dalla fanteria. I velieri che componevano la flotta erano dotati di un'artiglieria superiore a quella di cui disponevano le difese terrestri dei Tây Sơn e gli equipaggi, diventati famosi per disciplina, abilità e coraggio, inflissero gravi perdite al nemico nel 1792 e 1793.

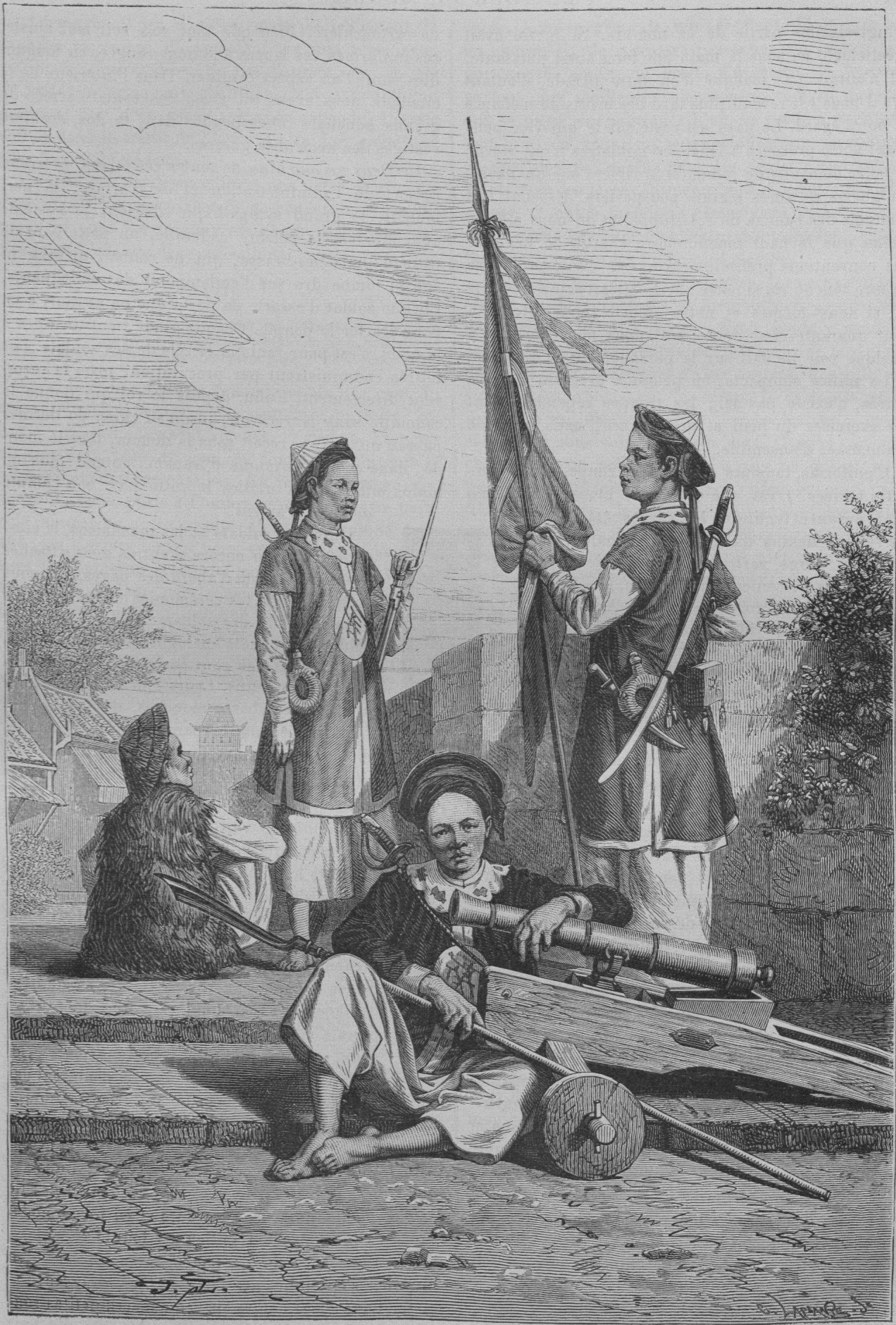
Soldati vietnamiti della dinastia Nguyễn.

Nel 1794, Nguyễn Ánh diede ordine a de Puymanel di costruire una cittadella fortificata a Diên Khánh, nell'entroterra di Nha Trang. Affidò la guarnigione della cittadella al figlio maggiore Nguyễn Phúc Cảnh, assistito da Pigneau e de Puymanel. Nel maggio 1794, forze Tây Sơn cinsero d'assedio Diên Khánh e furono respinte, subito dopo arrivarono rinforzi dell'esercito Nguyễn che riprese l'offensiva. Fu la prima volta che le forze di Nguyễn Ánh operarono nei territori nemici durante la stagione monsonica avversa grazie alla cittadella, che permise un notevole vantaggio psicologico e un lento avanzamento in territorio Tây Sơn. Nel 1790 le truppe di Nguyễn Cảnh entrarono nella fortezza nemica di Quy Nhơn, che fu ripresa dai Tây Sơn subito dopo e definitivamente espugnata nel 1801. In questa fase del conflitto, le truppe del sud poterono contare sull'appoggio dei cinesi vietnamiti, dopo che molti di loro erano morti in un massacro compiuto dalle truppe Tây Sơn.
Il 1º giugno Nguyễn Ánh entrò vittorioso alla testa del suo esercito nell'antica capitale Huế e si proclamò imperatore con il nome Gia Long, che deriva da Gia Định (Saigon) e Thăng Long (Hanoi) e simbolizza l'unione del sud con il nord del Vietnam. Le sue forze armate continuarono a penetrare verso nord e il 22 luglio 1802 presero Hanoi, unificando il Paese e garantendo a Nguyễn Ánh il controllo di un territorio così vasto come nessun sovrano vietnamita aveva mai avuto. In agosto fece giustiziare tutti i membri delle famiglie dei capi Tây Sơn e i generali del loro esercito. La spoglie di Quang Trung e sua moglie furono esumate e dissacrate; il figlio Quang Toản, ultimo imperatore dei Tây Sơn, fu legato a quattro elefanti e squartato. Nguyễn Ánh richiese subito e ottenne il riconoscimento del Paese dalla dinastia Qing dell'Impero cinese. La Francia non aveva onorato fino in fondo il trattato firmato da Pigneau e il nuovo Vietnam non cedette i territori e i diritti esclusivi al commercio a cui il trattato faceva riferimento.

### Governo
Il governo di Gia Long si distinse per la sua stretta osservanza dell'antica ortodossia confuciana. Annullò le riforme promosse dai Tây Sơn e reintrodusse un sistema educativo e amministrativo basato sulle filosofia confuciana. Fu un sovrano conservatore anche per quanto riguarda i rapporti con l'Occidente, rinunciando ai benefici che avrebbero portato gli scambi commerciali, le scoperte scientifiche e quelle tecnologiche offertegli dai Paesi europei. Continuò invece a utilizzare gli aiuti dei francesi per modernizzare le forze armate e il sistema difensivo del Paese, in cambio permise ai cattolici di professare liberamente la religione, cosa che i suoi successori avrebbero invece vietato. Spostò la capitale da Hanoi a Huế, dove fece costruire nuove fortezze e palazzi. Sotto la sua guida il Paese divenne una potenza di primo piano in Indocina, cacciando i siamesi dalla Cambogia che divenne uno stato vassallo del Vietnam.

#### Assegnazione al Paese del nome Vietnam
Gia Long aderì come tributario al sistema imperiale cinese di tassazione e inviò un'ambasciata alla corte imperiale Qing chiedendo il permesso di cambiare nome al Paese in Nam Việt (南越), termine che comprendeva i caratteri di Annam (安南) e Việt Thường (越裳), toponimi menzionati negli antichi annali cinesi per definire il sud e il nord del Paese. L'imperatore Qing Jiaqing rifiutò perché questa sequenza era già in uso in Cina per indicare l'antico regno vietnamita Nam Việt (Nanyue), il cui territorio comprendeva Liangguang che nel frattempo era diventata cinese, e dispose invece di cambiarlo in Việt Nam (越南).

#### Amministrazione
Fin dai tempi del conflitto con i Tây Sơn, l'amministrazione statale fu affidata ai militari, i cui ufficiali erano i più importanti tra i burocrati di cui si circondava Gia Long e lo rimasero per tutto il suo regno. Il Vietnam fu diviso in tre regioni amministrative:
- Vùng Kinh Kỳ, la parte centrale dell'impero, che costituiva l'antico patrimonio dei signori Nguyễn e nella nuova suddivisione fu composta da nove province, cinque delle quali erano governate direttamente da Gia Long e i suoi mandarini da Huế. Il governo di questa regione fu suddiviso nei sei ministeri di Amministrazione pubblica, Finanze, Riti religiosi, Guerra, Giustizia e Lavori pubblici, ogni ministero contava su circa 70 funzionari. Ogni ministro che li guidava faceva parte del Consiglio supremo, organo che trattava le più importanti questioni nazionali alla presenza di Gia Long.[6][20]

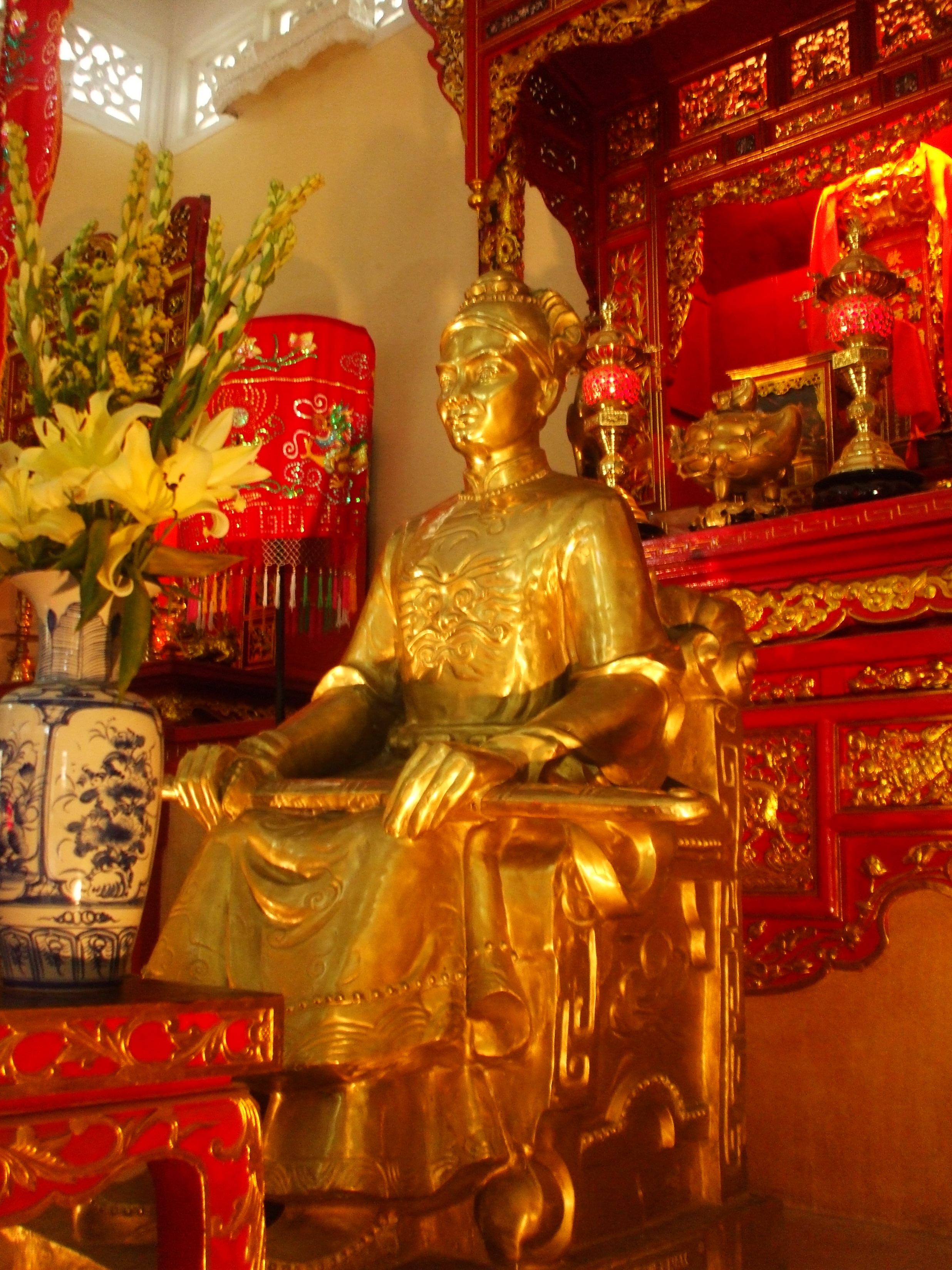
Lê Văn Duyệt, generale dell'esercito e mandarino nominato viceré di Cocincina.

La regione settentrionale e quella meridionale furono trattate con cautela da Gia Long nel timore che una rapida centralizzazione comportasse contrasti dopo secoli di divisione e guerre.
- il Tonchino a nord, con sede ad Hanoi, fu strutturato in 13 province e nella zona del delta del fiume Rosso l'amministrazione fu affidata a vecchi funzionari della dinastia Lê.
- la Cocincina a sud, con capoluogo a Saigon, fu suddivisa in 4 province.

Nelle cittadelle fortificate all'interno delle maggiori città c'era l'amministrazione militare i cui vertici furono affidati agli ufficiali vicini all'imperatore, che diede loro grande autonomia. Questo sistema sarebbe rimasto in vigore fino al 1831-1832, quando il figlio di Gia Long Minh Mạng centralizzò il governo nazionale.
Gia Long non fu innovativo e scelse un sistema di amministrazione tradizionale. L'amministrazione statale era allo sfacelo prima della sua presa del potere, mancavano i funzionari, non venivano più collezionate le tasse, i registri delle cose pubbliche erano spariti assieme ai titoli delle proprietà, i campi e le miniere erano stati abbandonati, granai strade e ponti non avevano manutenzione. Tutte le province erano preda di criminali che non venivano puniti. Legge e giustizia erano latitanti. Nella creazione del nuovo sistema tributario, Gia Long si ispirò al sistema in uso nell'Impero cinese basato su un modello confuciano.

#### Controllo della Cambogia
Con il declino dell'Impero Khmer, i suoi sovrani avevano dovuto accettare di diventare tributari del Siam o del Vietnam. Agli inizi del XVII secolo, il nuovo sovrano khmer si era alleato in funzione antisiamese ai vietnamiti, ai quali aveva permesso di iniziare una lenta penetrazione nel delta del Mekong che aveva portato la Cocincina sotto il loro controllo nel secolo successivo. Erano iniziate così le migrazioni di vietnamiti nel nuovo territorio, mentre la Cambogia aveva continuato ad essere invasa a turno dai due Paesi vicini. Dopo che Gia Long aveva unificato il Vietnam, il re di Cambogia Ang Eng era stato incoronato dai siamesi. Nel 1796 Ang Eng morì e il suo successore Ang Chan aveva solo 5 anni. A partire dal 1803 la corte cambogiana inviò tributi per ingraziarsi Gia Long, nel 1807 Ang Chan divenne formalmente vassallo del Vietnam e nel 1812 rifiutò la proposta di condividere il potere con il fratello Ang Snguon, che si ribellò con il supporto di truppe siamesi. L'anno dopo l'esercito vietnamita cacciò i siamesi e Ang Snguon dalla Cambogia; una guarnigione fu lasciata nella cittadella di Phnom Penh e il Siam non fece altri tentativi di riprendere il controllo della Cambogia durante il regno di Gia Long.

#### Chiusura ai commerci con l'Occidente

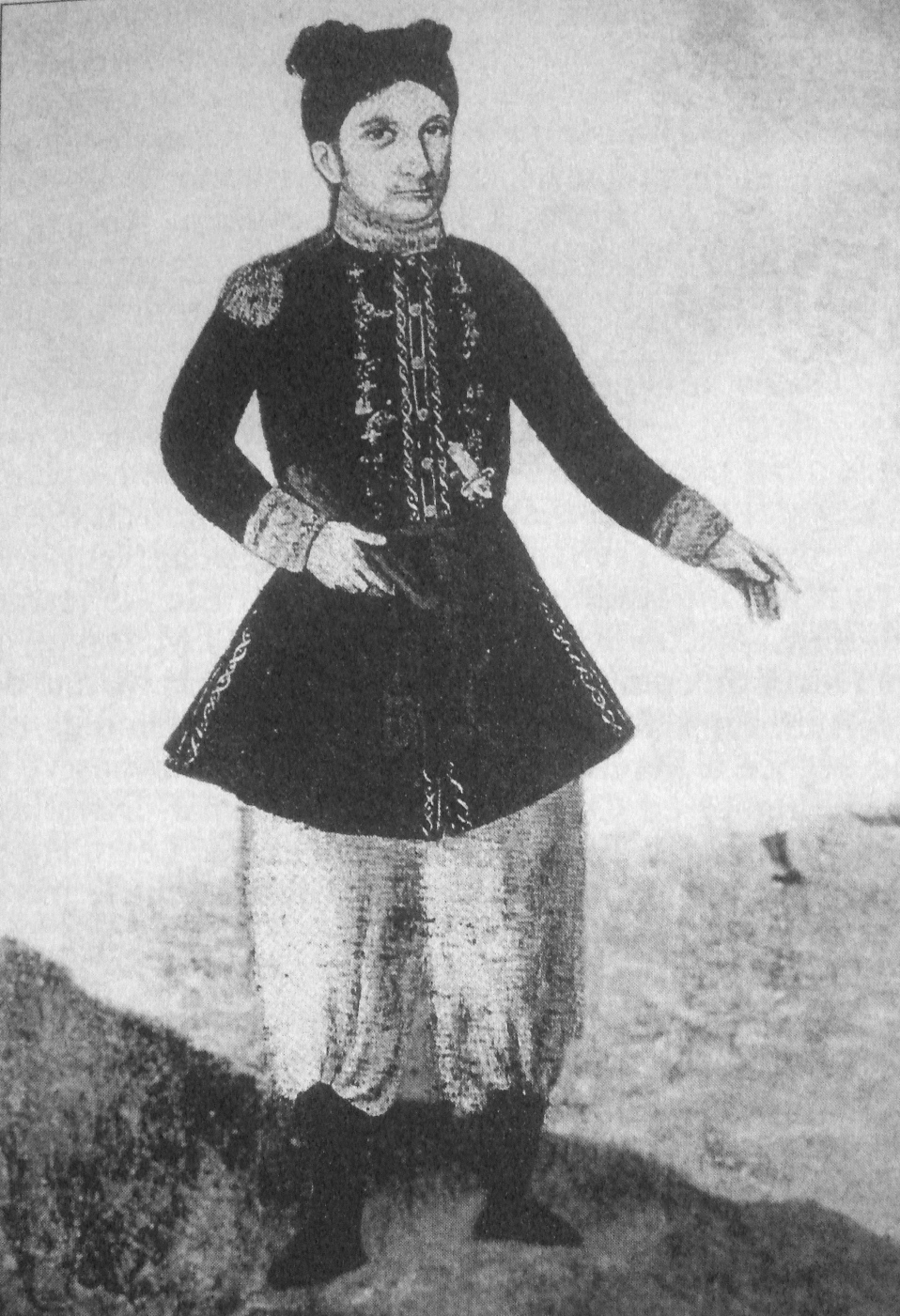
L'ufficiale di Marina Chaigneau, uno dei quattro francesi al servizio personale di Gia Long.

Il trattato firmato da Pigneau con la corte francese nel 1787 era diventato obsoleto e Gia Long poté tenere il Vietnam chiuso al commercio con l'Occidente; mantenne quindi rapporti aperti con le potenze europee senza favorirne nessuna. Rispose negativamente alle proposte britanniche di ricevere privilegi commerciali nel 1804 e nel 1822, anche se acquistò armamenti nei possedimenti britannici di Madras e Calcutta. Nel 1817, dopo la Restaurazione borbonica, il primo ministro francese Armand-Emmanuel du Plessis inviò in Vietnam la fregata Cybele per dimostrare la benevolenza del re di Francia, ma il capitano della nave fu allontanato per essere arrivato senza una lettera ufficiale del sovrano. I francesi furono comunque i soli europei ad avere rappresentanti in Vietnam durante il regno di Gia Long, che tenne al proprio servizio dopo essere stato incoronato tre ufficiali di Marina e un medico personale. L'insistenza di du Plessis lo convinse inoltre a concedere il permesso di commerciare nel Paese ad alcuni mercanti francesi. Si è calcolato che i francesi rimasti in Vietnam nel 1820 fossero circa 400, tra marinai e soldati mercenari. La chiusura di Gia Long all'Occidente non fu limitata ai commerci, rifiutò anche di prendere in considerazione le scoperte tecnologiche, scientifiche e culturali che stavano emergendo in Europa e che gli furono offerte, scelte che avrebbero caratterizzato anche i regni dei suoi successori.

#### Politica interna e lavori pubblici
Gia Long pose sotto sequestro tutte le grandi proprietà terriere di nobili e dirigenti pubblici, ai quali fu vietata l'antica usanza di farsi pagare con una parte delle tasse nelle zone rurali. Furono costruite strade nuove e riparate le vecchie, in particolare quella che percorreva da nord a sud il Paese tra Saigon e Lạng Sơn. Fu riorganizzato un efficiente servizio postale e costruiti magazzini pubblici riforniti per alleviare i disagi nei periodi di carestia e siccità. Fu dato corso a una riforma monetaria ma non vennero introdotte grandi innovazioni neanche nel campo della tecnologia agraria, e il grande aumento demografico neutralizzò i benefici derivati dall'aumento delle superfici coltivabili.

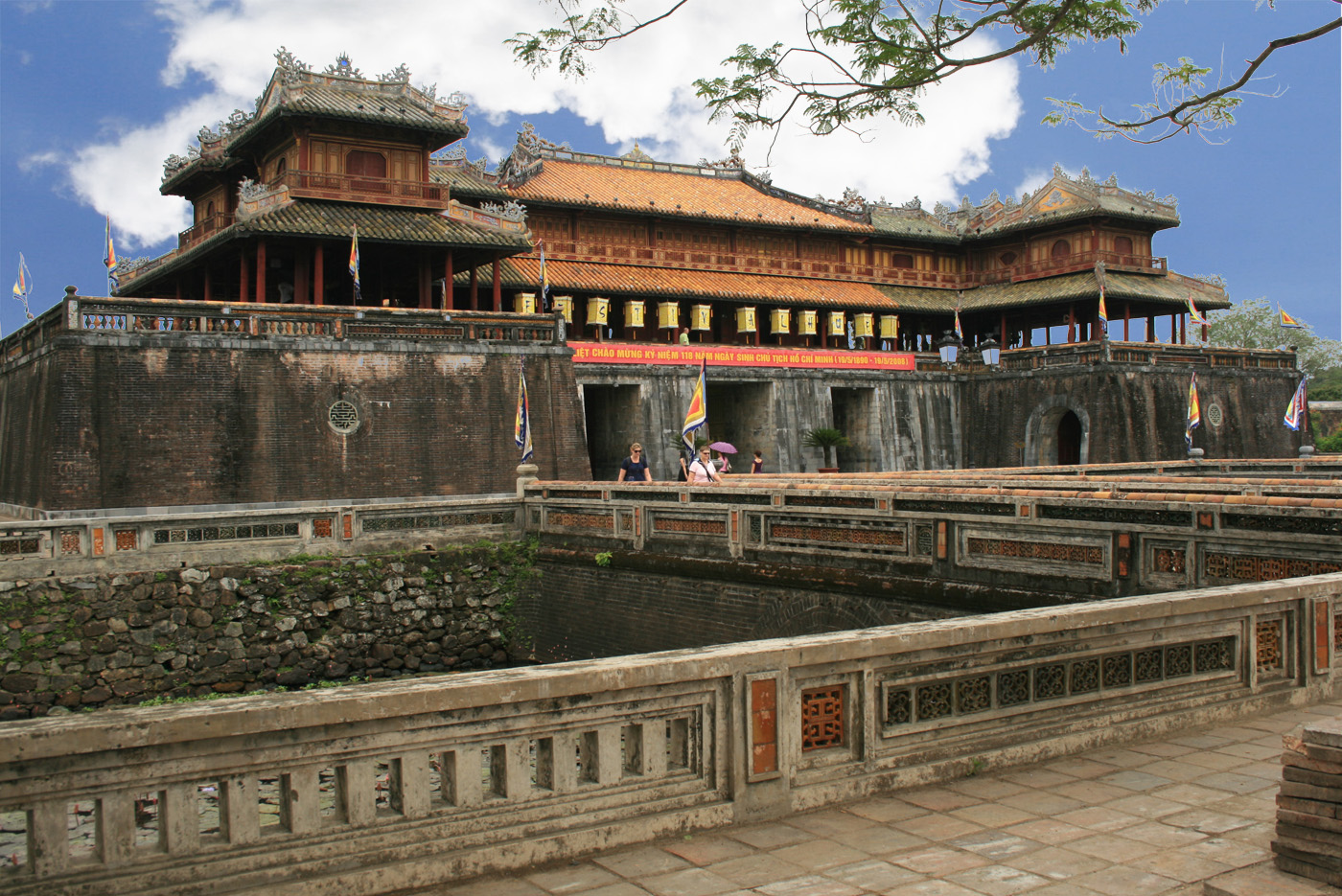
Entrata del palazzo imperiale di Gia Long nella cittadella di Huế.

Soddisfatto dai risultati ottenuti con le due cittadelle fortificate durante il conflitto con i Tây Sơn, Gia Long ne fece costruire altre 11 negli anni successivi. De Puymanel aveva lasciato il Vietnam alla fine della guerra e le nuove fortezze furono progettate e fatte costruire da ingegneri vietnamiti. Nella nuova capitale Huế fece costruire la nuova cittadella imperiale, un'imponente struttura fortificata che occupa tuttora oltre 6 km² della città e al cui interno fece edificare il palazzo imperiale. L'architettura della costruzione e il protocollo e gli abiti di corte ebbero come modello la Città Proibita di Pechino, residenza imperiale cinese.
Il programma di costruzione delle fortezze ebbe pesanti critiche per l'eccessivo sfruttamento a cui furono sottoposti gli operai, costretti a lavorare giorno e notte in tutte le condizioni atmosferiche. Altre critiche che ricevette spesso il suo governo sono quelle relative alle tasse eccessive e alla corruzione dei mandarini. Dopo la guerra civile fu interrotto il programma di costruzione delle navi per concentrare il budget di spesa nelle infrastrutture come strade, opere di canalizzazione e fortificazioni. Le spese navali ripresero nel 1819.

#### Politiche sociali
Gia Long annullò i cambiamenti apportati nel campo dell'istruzione da Quang Trung e ripristinò il tradizionale sistema basato sull'ortodossia confuciana. Di conseguenza il servizio civile tornò ad avere la precedenza sull'esercito per quanto riguarda il potere decisionale e fu rilanciato lo studio della letteratura confuciana ai danni degli studi scientifici promossi da Quang Trung.
Per l'istruzione e l'assunzione dei funzionari di governo, Gia Long riportò in vigore gli esami di corte confuciani, che erano stati aboliti dai Tây Sơn. Nel 1803 istituì l'Accademia nazionale (Quốc Tử Giám) a Huế, con il proposito di educare alla letteratura classica confuciana i figli dei mandarini e gli studenti più meritevoli. L'anno successivo promulgò gli editti con i quali furono aperte scuole simili in tutte le province e stabilite le regole per il personale impiegato in queste scuole. Nominò i direttori dell'istruzione (quan đốc học) incaricati di presiedere al sistema educativo delle province e alla selezione degli studenti candidati a entrare nell'Accademia nazionale. I direttori erano coadiuvati da vice-direttori e assistenti (phó đốc học o trợ-giáo). Annunciò alla corte che intendeva seguire l'esempio dei sovrani vietnamiti del passato e lo scopo di queste riforme era di creare una nuova classe di amministratori con l'educazione classica e politicamente leali.
I primi esami del suo regno per i candidati funzionari del servizio civile si tennero nel 1807 su base regionale. Da quel momento, il processo di istruzione e di selezione per i burocrati statali fu improntato soprattutto su questi esami. Gli studi per gli esami furono concentrati sui Quattro Libri e i Cinque Classici, pilastri della scuola confuciana, riguardanti la storia della Cina fino alla dinastia Song, mentre lo studio di altro materiale fu irrilevante.
Gia Long promulgò un nuovo codice di leggi che rimpiazzò il sistema in vigore dai tempi dell'era Hong Duc di Lê Thánh Tông nel XV secolo. La compilazione da parte di un gruppo di studiosi ebbe inizio nel 1811 sotto la direzione di Nguyễn Văn Thành, e nel 1815 fu pubblicato il Codice Gia Long (Bộ luật Gia Long). Il sovrano sostenne che il nuovo sistema di leggi fosse un compromesso tra il codice dei Le e quello della dinastia Qing cinese, ma la maggior parte degli studiosi ritiene che sia una quasi totale copiatura del codice Qing. Il nuovo codice, tradotto in francese da Paul-Louis-Félix Philastre, era incentrato sul rafforzamento del potere del sovrano, dei mandarini e della famiglia tradizionale. Nel caso di crimini ritenuti gravi, come quelli contro lo Stato, la punizione del colpevole veniva estesa alla sua famiglia e poteva arrivare alla pena di morte.
In segno di gratitudine verso i francesi che lo aiutarono, Gia Long tollerò il cattolicesimo e permise senza impedimenti ai missionari cattolici di svolgere le loro attività. A quel tempo, gli spagnoli avevano il controllo delle missioni in Tonchino e i francesi in quelle del resto del Paese. Quando morì vi erano sei vescovi in Vietnam, la popolazione convertita al cristianesimo era stimata in 300 000 fedeli in Tonchino e 60 000 in Cochinchina. Fu invece contrariato dal fatto che i cattolici condannassero il tradizionale culto degli antenati, cardine della cultura vietnamita. Era inoltre ostile verso il buddhismo, praticato dalla maggior parte del popolo, e nonostante fosse popolare presso le dame di corte, Gia Long ne ostacolò spesso le attività.

### Famiglia e successione

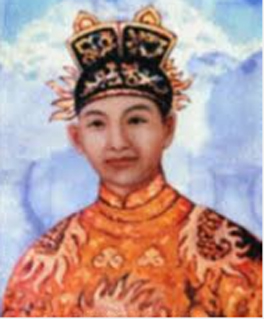
Minh Mạng, quarto figlio e successore di Gia Long.

Gia Long ebbe molte mogli, le più famose delle quali furono le imperatrici Thừa Thiên e Thuận Thiên, e la consorte Lê Ngọc Bình. Nel 1780 sposò Tống Thị Lan, figlia di un generale dell'esercito Nguyen, che gli diede i due figli Nguyễn Phúc Chiêu, morto poco dopo la nascita a Phú Quốc, e il futuro erede al trono Nguyễn Phúc Cảnh. Quando Gia Long divenne imperatore, Tống Thị Lan fu nominata imperatrice consorte e ricevette postumo il nome imperiale Thừa Thiên. Attorno al 1781 sposò Trần Thị Đang, figlia di un suo ministro, che gli diede i tre figli maschi Nguyễn Phúc Đảm, Nguyen Phuc Dai e Nguyen Phuc Chan, e che a sua volta ricevette postumo il nome imperiale Thuận Thiên. Dopo la riunificazione del Vietnam sposò Lê Ngọc Bình, figlia di Lê Hiển Tông, il penultimo imperatore Lê; era stata data in sposa all'ultimo imperatore dei Tây Sơn Quang Toản, il quale fu fatto uccidere da Gia Long che la prese come moglie. Gli diede i figli Nguyen Phuc Quan e Nguyen Phuc Cu e le figlie An Nghia Ngoc Ngon e My Khue Ngoc Khue. Ebbe inoltre quasi 100 concubine, figlie dei suoi mandarini, non per amore della poligamia ma per garantire un ampio circolo di cortigiani leali al suo casato.
Il principe ereditario Nguyen Canh morì di vaiolo durante la guerra con i Tây Sơn e il nuovo erede al trono avrebbe dovuto essere il figlio di quest'ultimo, ma nel 1816 Gia Long nominò invece Nguyễn Phúc Đảm, il figlio avuto con la seconda moglie, che gli succedette con il nome imperiale Minh Mạng. Fu scelto per il suo carattere forte e per l'avversione che provava contro gli occidentali, mentre il defunto Cảnh si era convertito al cattolicesimo ed era riluttante a mantenere le tradizioni confuciane come il culto degli antenati. Prima di salire al trono, Nguyễn Phúc Đảm fece pubblici apprezzamenti sui giapponesi per aver allontanato i cristiani ed averne sradicato la religione dal Giappone. Gia Long gli disse di trattare gli europei con rispetto, specialmente i francesi, ma di non garantire loro alcun trattamento di favore.

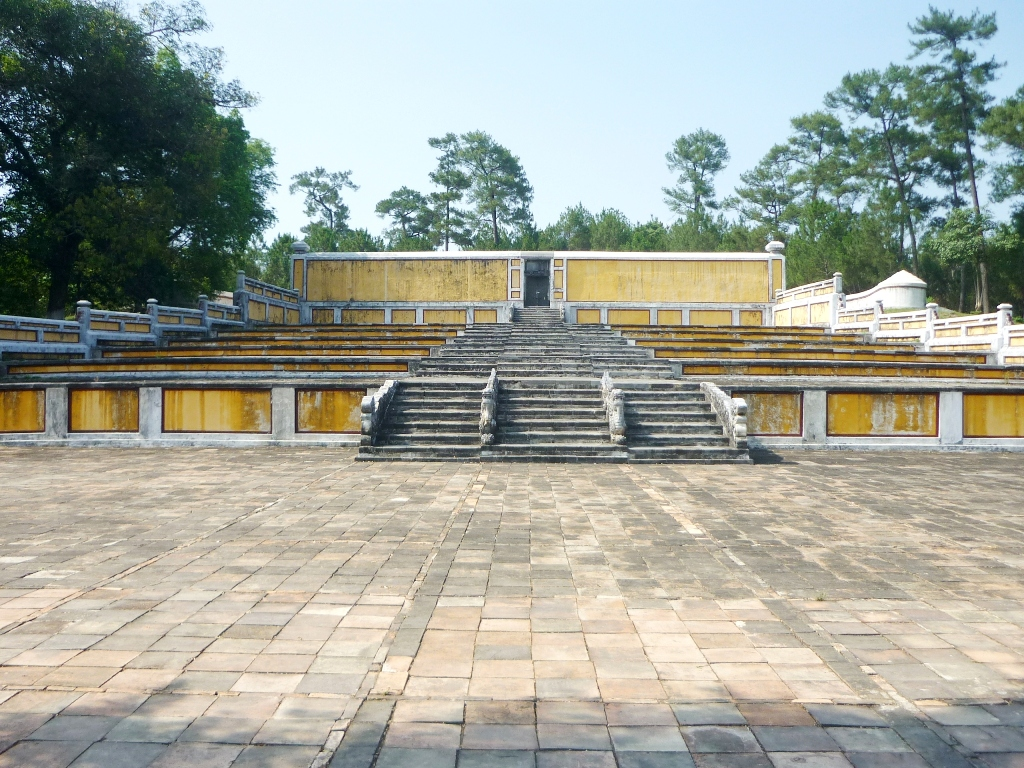
Tomba di Gia Long nei pressi di Huế.

Gia Long morì il 3 febbraio 1820 e fu sepolto nel mausoleo di Thien Tho Tomb da lui fatto costruire a Hương Trà, nei pressi di Huế, un complesso tombale dove sono seppellite anche le due imperatrici consorti, la madre di Gia Long e altri membri della sua famiglia. Gli fu riconosciuto il nome postumo Thế Tổ Cao Hoàng đế. La sua decisione di nominare erede al trono Phúc Đảm anziché il figlio del principe Cảnh fu causa di lotte intestine, intrighi e difficoltà nell'individuare gli aventi diritto al trono durante i regni dei suoi successori. Il conservatorismo che caratterizzò Gia Long e il suo regno ebbe grande influenza sulle politiche dei successori, che a loro volta tentarono di mantenere l'isolamento del Vietnam dall'Occidente.